# Bracia Hardy
Bracia Hardy (ang. The Hardy Boys, 1995) – kanadyjski serial fabularny, który emitowany jest na antenie KidsCo od 5 marca 2010 roku.

## Opis fabuły
Serial opowiada o przygodach reportera Franka (Colin K. Gray) i jego młodszym bracie Joe (Paul Popowich), którzy podejmują niebezpieczne zadania i walczą z przestępczością.

## Obsada
- Colin K. Gray – Frank Hardy
- Paul Popowich – Joe Hardy

## Spis odcinków
| Premiera odcinka | N/o | Polski tytuł             | Angielski tytuł              |
| ---------------- | --- | ------------------------ | ---------------------------- |
|                  |     |                          |                              |
| SERIA PIERWSZA   |     |                          |                              |
|                  |     |                          |                              |
|                  | 01  |                          | All That Glitters            |
|                  |     |                          |                              |
|                  | 02  |                          | Jazzman                      |
|                  |     |                          |                              |
|                  | 03  |                          | A Perfect Stranger           |
|                  |     |                          |                              |
|                  | 04  |                          | Say Cheese                   |
|                  |     |                          |                              |
|                  | 05  | Mądre leki, głupie błędy | Smart Drugs, Stupid Mistakes |
|                  |     |                          |                              |
|                  | 06  | Kłamstwa                 | Telling Lies                 |
|                  |     |                          |                              |
|                  | 07  | Windykatorzy             | The Debt Collectors          |
|                  |     |                          |                              |
|                  | 08  | Klątwa                   | The Curse                    |
|                  |     |                          |                              |
|                  | 09  | Spoczywaj w pokoju       | R.I.P.                       |
|                  |     |                          |                              |
|                  | 10  |                          | Play Ball                    |
|                  |     |                          |                              |
|                  | 11  | Ptaszki miłości          | Love Birds                   |
|                  |     |                          |                              |
|                  | 12  | Kto się śmieje ostatni   | The Last Laugh               |
|                  |     |                          |                              |
|                  | 13  |                          | No Dice                      |
|                  |     |                          |                              |